# Гаєцький Юрій Теодозійович
Юрій Теодозійович Гаєцький (англ. George Gajecky; нар. 23 квітня 1941, Львів) — український історик, громадський діяч діаспори в США, організатор української освіти. Доктор філософії з історії (1978 р.), голова Української шкільної ради.
Освіту здобув в Університеті Де Поля (Чикаґо, 1964) та Університеті Рузвельта (Чикаґо, 1966).

## Біографія
Народився у Львові.
1944 року разом з батьками емігрував до Австрії, 1950 — до США. Мешкав у Чикаґо, де у шкільні роки був пластуном і закінчив школу українознавства. У Чикаґо закінчив Університет Де Поля (B.A. з історії, 1964) і Університет Рузвельта (M.A. з історії, 1966).
Працював у Чиказькому університеті (1967—1978). У Чиказькому університеті отримав Ph.D. з історії (1978).
Працював
- директором Школи українознавства (Чикаґо, 1979—1981),
- старшим співробітником Українського наукового інституту при Гарвадському університеті (1981—1992),
- викладав на літніх курсах Українського католицького університету (Рим, 1985 і 1986),
- від 1986 р. викладає історію на учительських курсах Шкільної Ради на Оселі УНС «Союзівка»,
- професор історії в Національному університеті «Києво-Могилянська академія» (Київ, 1994—1997),
- учитель історії в Школі українознавства ОУА «Самопоміч» (1997—2004).
- У 2003—2016 рр. — заступник голови Управи Шкільної Ради при УККА,
- з 2016 р. — голова Управи Шкільної Ради при УККА.

## Науковий доробок
Автор, упорядник і редактор праць «Козацька адміністрація Гетьманщини» (у двох томах, 1978), «Козаки в тридцятилітній війні» (у співавторстві, у двох томах), "Золота книга 50-тиліття Школи українознавства ОУА «Самопоміч» (у співавторстві, 1999), 50 гасел в Енциклопедії Києво-Могилянської академії (2001), «Новітня історія України» (підручник для шкіл українознавстваЮ 2002), 15 гасел в «Українське козацтво: Мала енциклопедія» (2006), «Альманах Станіславівської землі» (2009).
Надрукував понад 200 статей з історії козацтва, освіти Україні, Гетьманщини, церковних братств.

## Окремі видання
- G. Gajecky. Cossack Administration of the Hetmanate, 2 volumes, Cambridge, MA, 1978.
- G. Gajecky, A. Baran. The Cossacks in the Thirty Years War, 1619—1624. Vol. 1. Rome, PP. Basiliani, 1969.
- G. Gajecky, A. Baran. The Cossacks in the Thirty Years War, 1625—1648. Vol. 2. Rome, PP. Basiliani, 1983.
- Золота книга: 50 років Школи українознавства ОУА «Самопоміч» у Нью-Йорку, 1949—1999. Нью-Йорк, 1999.
- Ю. Гаєцький. Новітня історія України. 1945—2001 рр. Нью-Йорк: Вид-во Шкільної Ради УККА, 2002.
- Альманах Станіславівської землі: збірник матеріалів до історії Станіславова і Станіславівщини. Том 3. Редактор-упорядник Ю. Гаєцький. Іван-Франківськ, 2009.